# پولیانا مکینتاش
پولیانا مک‌اینتاش (انگلیسی: Pollyanna McIntosh؛ زادهٔ ۱۵ مارس ۱۹۷۹) یک هنرپیشه اهل اسکاتلند است.
از فیلم‌ها یا برنامه‌های تلویزیونی که وی در آن نقش داشته‌است می‌توان به برک و هیر، آزمون و بریم شکار، و سریال مردگان متحرک، فضای مرکزی، سکس و مرگ ۱۰۱، رؤیای آبی و خانه کاغذی اشاره کرد.